# Droits LGBT en Russie
Pour des articles plus généraux, voir LGBT en Russie et Droits LGBT.
Les personnes lesbiennes, gays, bisexuelles et transgenres (LGBT) en Russie peuvent faire face à des difficultés légales que ne connaissent pas les résidents non LGBT.
L'homosexualité masculine a été décriminalisée en 1993, les autorités n'ont pas mis en place de législation contre les discriminations ou les persécutions fondées sur l'orientation sexuelle ou l'identité de genre.
Depuis 2013, un texte de loi interdit « l'information auprès des mineurs au sujet des relations sexuelles non traditionnelles ».
Après l’invasion de l'Ukraine en 2022, les autorités multiplient les mesures conservatrices contre les personnes LGBT+, notamment l'interdiction des transitions de genre. En 2023 la cour suprême de la fédération de Russie classe le mouvement de société international LGBT comme extrémiste.

## Histoire
L'homosexualité est dépénalisée en URSS dans les années 1920. Après la naissance des partis communistes européens dans l'entre-deux-guerres, liés idéologiquement à Moscou, des approches divergentes apparaissent : si le KPD allemand soutient le combat des homosexuels, le Parti communiste français, en décalage, fait preuve de préjugés homophobes. En 1934, l'URSS criminalise finalement les relations homosexuelles entre hommes, définissant l’homosexualité comme une « perversion fasciste ». Elles sont désormais punies de 5 ans d'internement, parfois du goulag. Les acquis sociétaux de la Révolution sont ainsi remis en cause au profit d'une définition traditionnelle de la famille et l'homosexualité désormais considérée comme une déviance occidentale et bourgeoise.
L'homosexualité est décriminalisée en 1993 mais elle reste considérée comme une maladie mentale. Depuis, diverses lois réduisent les droits des personnes LGBT, forçant les associations à se focaliser sur leur propre survie au détriment de l'activisme.
Le parlement russe a adopté, le 24 novembre 2022, une loi interdisant la propagande pour les relations sexuelles non traditionnelles, ce qui concerne les relations homosexuelles. Yandex annonce avoir retiré 4333 contenus durant les 9 premiers mois de l'année à la demande de l'agence Roskomnadzor, en partie à cause la nouvelle loi.
En juin 2023, la Douma approuve une loi qui interdit tout intervention médicale « visant au changement de sexe », ainsi que toute modification de l'état civil sans intervention médicale, à l'exception des interventions visant à corriger des « anomalies congénitales ». Piotr Tolstoï, vice président de la Douma, entend ainsi protéger la Russie d'une « idéologie occidentale anti-familiale ». 

### Classement du mouvement LGBT comme extrémisme
Le ministère de la Justice annonce le 17 novembre 2023 avoir entamé une démarche visant à classer le mouvement de société international LGBT comme extrémiste en déposant une demande auprès de la Cour suprême du pays. Le 30 novembre, le juge Oleg Nefedov valide la demande, indiquant son applicabilité immédiate, ce qui entraîne l'interdiction des activités LGBT dans la fédération de Russie. Deux jours plus tard, la police effectue des descentes dans plusieurs clubs et bars gays de Moscou, ainsi que dans un bar à Iekaterinbourg le 12 décembre. 
Des poursuites judiciaires sont engagées en janvier 2024 contre une femme de la région de Saratov pour avoir partagé une photo d'un drapeau arc-en-ciel sur Instagram. Le texte de la décision de la Cour suprême, auparavant non publié, est mis à disposition du public en janvier 2024 à la suite de ces procédures judiciaires.
En mars 2024, l'agence Rosfinmonitoring (en) place le « mouvement LGBT » sur une liste d'organismes terroristes et extrémistes.
À la suite de ce durcissement des discriminations, beaucoup de personnes LGBT partent à l'étranger. Ainsi Yan Dworkin, psychologue et directeur du Centre T à Moscou, une association d'aide aux personnes trans, a pris la décision de partir dès la décision de la cour suprême de considérer le mouvement LGBT comme extrémiste prise,. Le port ou la possession d'objet arborant les couleurs du drapeau LGBT sont interdits. En avril 2024. le député de la Douma Alexandre Khinstein (en) a publiquement dénoncé le ministre de l'éducation de Samara comme étant gay, et ce dernier a démissionné. La première condamnation a visé deux managers du club LGBT Pose à Orenburg, après une descente de police le 12 mars 2024 durant un drag show. Natalia Zviagina, d'Amnesty International Russie a condamné l'arrestation et plus particulièrement le fait que des membres d'un groupe nationaliste aurait aidé la police locale dans son opération au Pose,.

## Principaux aspects
- La majorité sexuelle est portée à seize ans depuis 2003, quelle que soit l'orientation sexuelle.
- Les personnes transgenres pouvaient depuis 1997 changer de genre légal après avoir suivi la procédure médicale correspondante[21] ; cette démarche administrative est prohibée, de même que toute transition médicale, par une loi de 2023[22],[23],[8].
- L'homosexualité a été officiellement retirée de la liste russe des maladies mentales en 1999 (après que la liste de codes CIM-10 a été adoptée).
- Il n'y a pas de reconnaissance des unions homosexuelles en Russie, le mariage homosexuel y est, de surcroît, illégal. La population soutient à 14 % les mariages homosexuels en 2005[24],[25].
- Les célibataires peuvent adopter des enfants, quelle que soit leur orientation sexuelle, mais seuls les couples mariés peuvent adopter en tant que couple[note 1].
- Officiellement, les homosexuels peuvent servir dans l'armée depuis 2003.
- Depuis 2013, il existe une « interdiction législative de la propagande homosexuelle en Russie auprès des mineurs» (loi fédérale no 135-ФЗ)[26].

## Tableau récapitulatif
| Dépénalisation de l’homosexualité                                                   | Depuis le 27 mai 1993 mais restriction de la liberté d'expression et d'association depuis 2013 |
| Majorité sexuelle identique à celle des hétérosexuels                               | Depuis le 27 mai 1993                                                                          |
| Interdiction de la discrimination liée à l'orientation sexuelle à l'embauche        | Les autorités ne reconnaissent aucune législation spéciale                                     |
| Interdiction de la discrimination liée à l'identité de genre dans tous les domaines | Les autorités ne reconnaissent aucune législation spéciale                                     |
| Mariage civil ou partenariat civil                                                  | Aucune reconnaissance                                                                          |
| Adoption conjointe dans les couples de personnes de même sexe                       | Seuls les couples hétérosexuels sont autorisés à adopter                                       |
| Adoption par les personnes homosexuelles célibataires                               | Oui                                                                                            |
| Droit pour les homosexuels de servir dans l’armée                                   | Oui                                                                                            |
| Droit de changer légalement de genre (après stérilisation)                          | Non depuis 2023                                                                                |
| Gestation par autrui pour les homosexuels                                           |                                                                                                |
| Accès aux FIV pour les lesbiennes                                                   | Oui                                                                                            |
| Autorisation du don de sang pour les HSH                                            | Depuis le 16 avril 2008                                                                        |

## Tchétchénie
En avril 2017, le journal d’opposition russe Novaïa Gazeta révèle que les autorités tchétchènes ont mené un projet de répression des homosexuels, les arrêtant et les torturant pour leur soutirer le nom d'autres homosexuels,.